# Rold Gammel Kro
Rold Gammel Kro er en af landets ældste kroer. Den blev Kgl. Privilegeret ved forordning af Kong Frederik 5. i året 1747.
Gennem tiderne har Rold Gammel Kro haft mange ejere. Bedst kendt blandt disse ejere er cirkusslægten Miehe, der ejede kroen i perioden 1895-1918. Det fortælles, at købet skyldtes en tilfældighed, idet Mieherne en stormfuld efterårsaften søgte logi for natten på kroen, men blev afvist på grund af deres miserable udseende efter den lange tur med hesteforspændte køretøjer i en forrygende snestorm. Det kunne have kostet privilegiet, men i stedet mødte Mieherne kort tid efter op, og opildnet af den tidligere hændelse købte de kroen og erhvervede herved den ejendom, der gennem mange år blev vinterhi for det efterhånden velkendte cirkus.
Det landskendte ridehus i umiddelbar nærhed af kroen blev opført i denne periode, og senest i 1987 er der opført et cirkusmuseum i tilknytning dertil. Begge bygninger er i øvrigt efter sigende de eneste af deres art i verden.
Kroen huser tillige mindemuseum for den folkekære sanger og komponist Jodle Birge